# Buchholz b. Niemegk
Buchholz bei Niemegk ist ein Ortsteil der Gemeinde Rabenstein/Fläming im Landkreis Potsdam-Mittelmark in Brandenburg.

## Lage

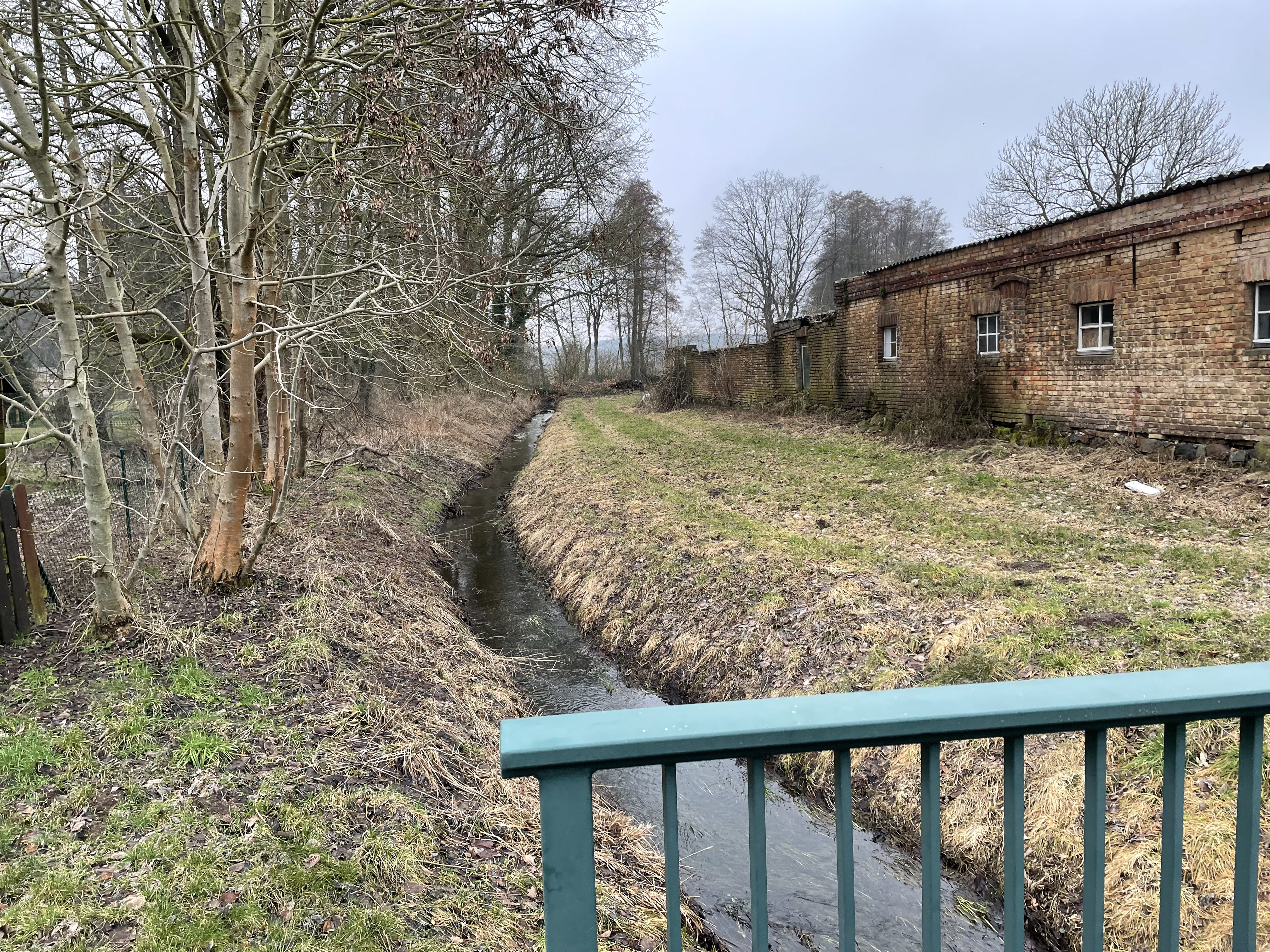
Buchholzer Graben

Der Ort liegt westlich von Niemegk an der Kreisstraße K 6923. Im Nordosten befindet sich der Niemegker Gemeindeteil Lühnsdorf, südlich Rädigke, ein Ortsteil der Gemeinde Rabenstein/Fläming. Die A 9 verläuft östlich. Im Nordwesten liegt die wüste Feldmark Görsdorf. Durch die Gemarkung fließt der Buchholzer Graben, der von Westen kommend in östlicher Richtung den südlichen Teil des Dorfangers quert und anschließend auf einer landwirtschaftlich genutzten Fläche versickert. Südlich des Ortes erheben sich im Südwesten der 138,5 Meter hohe Schilderberg, im Süden der 112,5 Meter hohe Voßberg sowie im Südosten der 111,6 Meter hohe Buchtberg.

## Geschichte

### 14. und 15. Jahrhundert

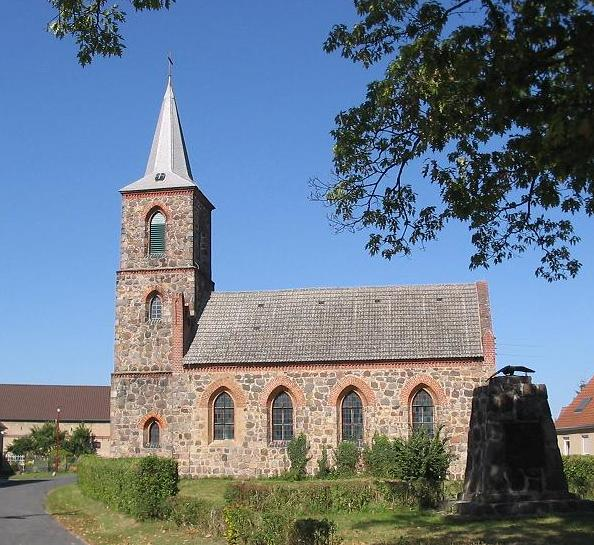
Dorfkirche Buchholz

Das Angerdorf mit spindelförmigem Anger wurde erstmals im Jahr 1388 als Buchholte urkundlich erwähnt. Zu dieser Zeit leistete der Richter Abgaben in Höhe von 2 ½ Schock. Ihm gehörten 1419/1420 die Gerichtsbarkeit sowie vier Hufen. Das Dorf befand sich vor 1426 bis um 1550/1552 im Besitz der Vogtei bzw. Pflege bzw. Amt Belzig. Die Familie von Oppen besaß vor 1419 bis nach 1506 zwei Hufen, die sie verliehen haben (1419/1420) bzw. ein Stück Lehen, das ein Hof von ihnen zu Lehen hatte (1506). Dieses war jedoch in den Erbbüchern von 1550 und 1591 bereits verschwunden und wurde nicht mehr erwähnt. Die Bezeichnung des Dorfes änderte sich im Jahr 1455 auf Bucholcze. Für das Jahr 1496 sind insgesamt sieben Türkensteuerpflichtige genannt, darunter der Schulze sowie eine Person Gesinde.

### 16. Jahrhundert
In Buchholz lebten im Jahr 1506 neun Einwohner: der Richter mit der Gerichtsbarkeit sowie zwei freien Lehnhufen, zwei Personen mit je einem Hof sowie vier Personen, die von ihren Hufen zinsten. Einer von diesen Personen hatte ein Stück Land von den von Oppen zu Lehnen. Außerdem gab es einen Kossäten. Im Jahr 1530 lebten im Dorf sechs Hufner und drei Gärtner.
Erstmals erschien auch eine Pfarrhufe. Der Pfarrer erhielt 17 Scheffel Kornpächte von einer Feldmark, 60 Scheffel Roggen, 45 Scheffel Gerste und 15 Scheffel Hafer als Zehnten. Er bewirtschaftete außerdem einen Hopfengarten. Der Küster bekam 29 Scheffel 1 Viertel Korn und 24 Brote. Ausweislich einer Statistik aus dem Jahr 1542 gab es im Dorf den Lehnschulzen mit Haus, Hof, Garten und acht wüsten Hufen. Drei Personen besaßen ein Haus, Hof und sieben wüste Hufen, eine Person ein Haus, Hof und sieben wüste Hufen. Eine weitere Person besaß ein Haus, Hof, Garten und sieben Hufen. Außerdem gab es zwei Kossätengüter mit Haus und Hof, ein Kossätengütlein mit Haus und Hof sowie einen Hirten mit einer Kuh, einem Rind, 45 Schafen und 35 Lämmern. Im Dorf lebten weiterhin ein Hausgenosse, vier Knechte und zwei Mägde. Buchholz kam 1550/1552 bis 1872 zum Amt Belzig-Rabenstein, dass die Ober- und Untergerichtsbarkeit (1506) hielt. Im Jahr 1550 gab es zehn besessene Mann, darunter drei Gärtner: Der Richter besaß ein Haus, Hof und zwei freie Lehnhufe. Eine Person besaß ein Haus, einen Hof und sechs Erbhufen. Fünf Personen besaßen ein Haus, Hof und je vier Erbhufen. Im Dorf lebten außerdem drei Häusler, von denen einer einen Garten hatte. Die Gemarkung war 30 Hufen groß. Fünf Jahre später wurde von sieben Hufnern und drei Gärtnern berichtet. In einer Statistik aus dem Jahr 1565 waren aufgeführt: der Lehnschulze, ein Erbgut, drei Güter, zwei Häuser und Höfe, drei Kossätenhöfe, ein Hirte mit einer Kuh, einem Rind und 26 Schafen sowie 27 Dorfhufen und 13 ½ wüste (Görsdorfer) Hufen. Der Pfarrer erhielt im Jahr 1575 insgesamt 42 ½ Mandeln Korn, 17 ½ Mandeln Gerste, 8 Mandeln 12 Garben Hafer, 4 Mandeln 4 Garben Heidekorn als Zehnt. Der Küster erhielt 14 Scheffel Korn aus Buchholz sowie 4 Scheffel Korn von der wüsten Feldmark Görsdorf. Hinzu kamen von jedem Hufner zwei Brote und von jedem Kossäten vier Brote. Die Kirche besaß 12 Enden Land, die vom Pfarrer genutzt wurden. Die Schreibweise des Dorfes änderte sich zu Buchholtz im Jahr 1591. Zu dieser Zeit gab es zehn besessene Mann, darunter drei Gärtner: der Richter mit zwei freien Lehnhufen, zwei Erhbufen und vier wüsten Görsdorfer Hufen, ein Fünfdorfhhufner mit zwei wüsten Görsdorfer Hufen, fünf Viererbhufner (einer hat vier wüste Görsdorfer Hufen, drei hatten je zwei wüste Görsdorfer Hufen), ein Eindorfhufner (der Pfarrer mit einer wüsten Görsdorfer Hufe), drei Häusler (zwei haben je ½ wüste Görsdorfer Hufe) sowie einer Fläche von 46 ½ Hufen: 30 Dorfhufen und 16 ½ wüste Görsdorfer Hufen.

### 17. Jahrhundert
Vom Dreißigjährigen Krieg war das Dorf ebenfalls betroffen: Im Jahr 1640 gab es lediglich noch einen Hufner, der als sehr arm bezeichnet wurde. Die drei Kossätenhöfe lagen ebenfalls wüst, ebenso der Hirte. Im Jahr 1661 lagen von den sieben Hufnerhöfen immer noch vier Wüst. Zwei der drei Kossätenhöfe waren mittlerweile wieder besetzt; ebenso gab es einen Hirten. Sie bewirtschafteten 15 Morgen (Mg) Wiese. Eine Statistik aus dem Jahr 1676 weist drei Anspänner oder Hufner, zwei Halbhufner und Kossäten sowie 12 Erbhufen und 8 ½ wüste Hufen auf.

### 18. Jahrhundert
Im Jahr 1701 lebten im Dorf sieben Hufner, drei Kossäten und ein Hirte. In einer weiteren Statistik aus dem Jahr 1718 wurden sechs Hufner und drei Kossäten aufgeführt, die auf 44 ½ Hufen einschließlich 15 ½ wüsten Görsdorfer Hufen je 155 Dresdner Scheffel 12 Metzen Aussaat ausbrachten. Im Jahr 1743 gab es einen Fünfhufner sowie sechs Vierhufner, darunter den Schulzen. Er besaß vier wüste Görsdorfer Hufen, der Fünfhufner und vier Vierhufner besaßen je zwei wüste Görsdorfer Hufen. Drei Einwohner bewirtschafteten je ½ wüste Görsdorfer Hufe. Eine Statistik aus dem Jahr 1777 führte zwölf angesessene Einwohner auf: sieben Ganzhufner, drei Kossäten, ein Hirtenhaus sowie eine Schulwohnung.

### 19. Jahrhundert
Im Jahr 1806 lebten im Dorf zwei Sechshufner (darunter der Schulze), vier Fünfhufner, ein Vierhufner und drei Einviertelhufner, allesamt Kossäten. Sie bewirtschafteten 36 ¾ Hufen. In einer Statistik aus dem Jahr 1822 wurden sieben Vollhufner (darunter der Lehnschulze) sowie drei Kossäten und drei Häusler aufgeführt, darunter ein Krüger. Der Schullehrer war gleichzeitig auch der Schneider, die Gemarkung 20 Dorfhufen groß. Hinzu kamen 16 ½ wüste Görsdorfer Hufen zuzüglich einer Pfarrhufe. Im Dorf standen im Jahr 1837 insgesamt 14 Wohnhäuser. Die Gemarkung war im Jahr 1858 insgesamt 1857 Mg groß: 35 Mg Gehöfte, 1170 Mg Acker, 200 Mg Wiese, 352 Mg Weide, 100 Mg Wald. Sie umfasste fünf öffentliche, 16 Wohn- und 30 Wirtschaftsgebäude.

### 20. Jahrhundert
Buchholz war im Jahr 1900 insgesamt 706 Hektar (ha) groß und umfasste 27 Häuser. Im Jahr 1931 waren es 28 Wohnhäuser mit 35 Haushaltungen. Es gab neun land- und forstwirtschaftliche Betriebe, die zwischen 20 und 100 ha groß waren. Acht Betriebe waren zwischen 10 und 20 ha, sechs zwischen 5 und 10 ha sowie 2 zwischen 0,5 und 5 ha groß (1939).
Nach dem Zweiten Weltkrieg erhielt das Dorf möglicherweise aus Raben 46,64 ha Zulage: 13,75 ha Acker, 10,39 ha Wiese und 22,5 ha Wald. Diese Fläche wurde auf 14 Bauern aufgeteilt. Im Jahr 1953 gab es eine LPG Typ III mit 10 Mitgliedern und 41 ha Fläche. Im Jahr 1960 bestand eine LPG Typ III mit 79 Mitgliedern und 440 ha Fläche, die 1974 mit der LPG Typ III Kranepuhl zur LPG Kranepuhl-Buchholz zusammengeschlossen wurde.

## Bevölkerungsentwicklung
| Jahr      | 1817 | 1837 | 1858 | 1871 | 1885 | 1895 | 1905 | 1925 | 1939 | 1946 | 1964 | 1971 |
| Einwohner | 75   | 116  | 127  | 130  | 134  | 156  | 148  | 158  | 140  | 224  | 165  | 143  |

## Kultur und Sehenswürdigkeiten

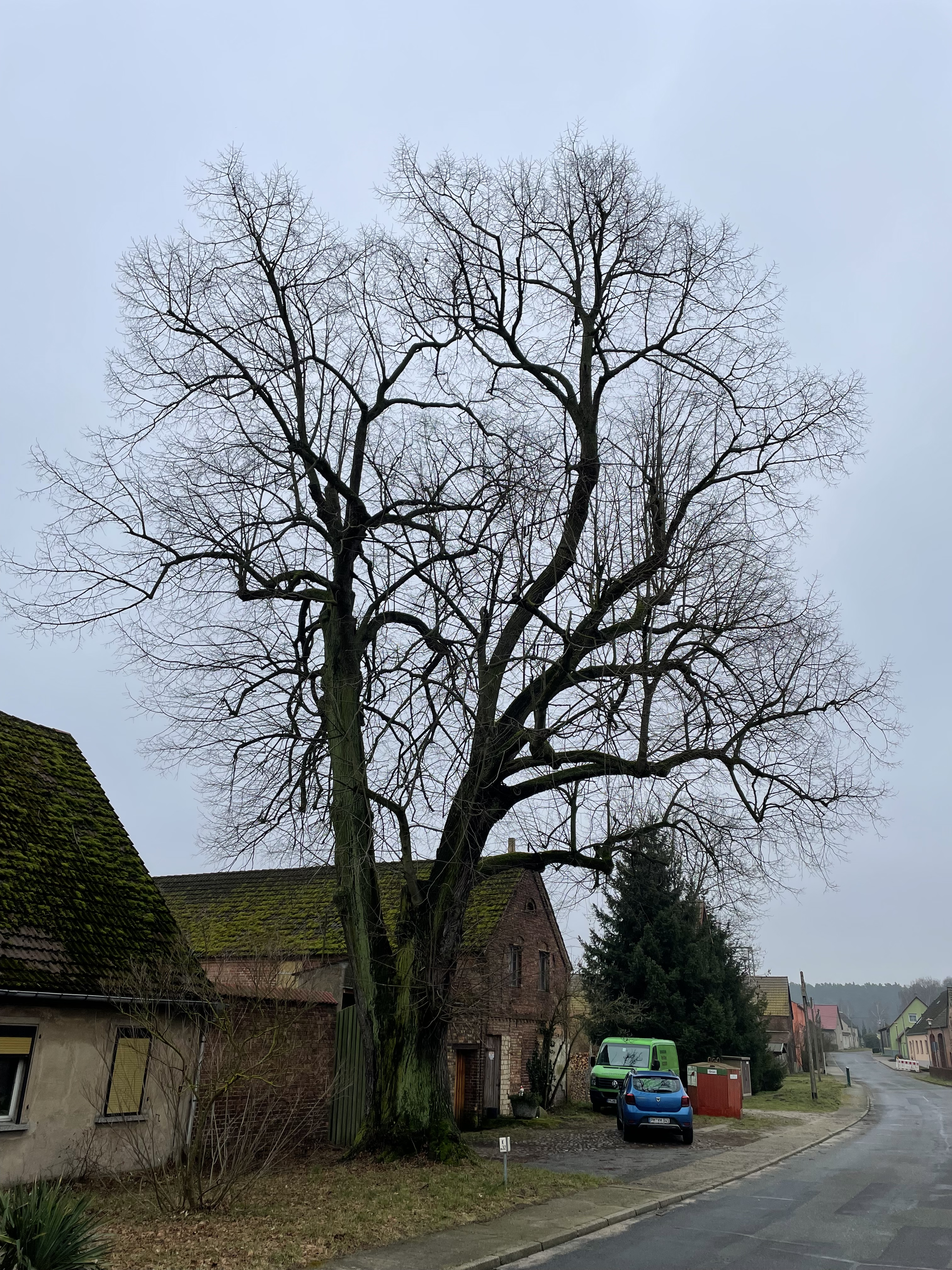
Sommer-Linde

- Die Dorfkirche Buchholz bei Niemegk ist eine im 13. Jahrhundert erbaute Feldsteinkirche. Im Jahr 1849 wurde sie bis auf die Umfassungsmauern zerstört und 1855 wieder aufgebaut. Vor der Kirche steht außerdem eine Rot-Eiche, ein eingetragenes Naturdenkmal.
- Ein weiteres Naturdenkmal ist eine Sommer-Linde, die vor dem Haus Nr. 30 steht.
- Die Flurwandgestaltung im Wohnhaus in der Dorfstraße 16 steht unter Denkmalschutz.